# Klokočná
Klokočná je obec v okrese Praha-východ ve Středočeském kraji. Žije zde 287 obyvatel.
Ve vzdálenosti šest kilometrů severozápadně leží město Říčany, šestnáct kilometrů severovýchodně město Český Brod, devatenáct kilometrů jižně město Benešov a 23 kilometrů severozápadně hlavní město Praha.
Les na Klokočné o výměře 393 hektarů je ve vlastnictví státu, hospodaří zde Lesní závod Konopiště.

## Historie
První písemná zmínka o obci pochází z roku 1407.
Podle zápisků v později psané obecní kronice však byla v roce 1140 obec zvaná Klokočno přidělena k farnosti mnichovické „kam občané chodili do kostela a své milé tamže na hřbitově pochovávali“. Kostel v Mnichovicích byl založen roku 1140 mnichem opatem Silvestrem ze sázavského kláštera a v roce 1354 byla u něj postavena fara.

## Obyvatelstvo
| Rok            | 1869 | 1880 | 1890 | 1900 | 1910 | 1921 | 1930 | 1950 | 1961 | 1970 | 1980 | 1991 | 2001 | 2011 | 2021 |
| -------------- | ---- | ---- | ---- | ---- | ---- | ---- | ---- | ---- | ---- | ---- | ---- | ---- | ---- | ---- | ---- |
| Počet obyvatel | 224  | 250  | 210  | 208  | 229  | 220  | 219  | 188  | 200  | 163  | 131  | 122  | 154  | 232  | 284  |
| Počet domů     | 30   | 35   | 37   | 40   | 42   | 42   | 54   | 72   | 58   | 52   | 50   | 71   | 80   | 100  | 118  |

## Obecní správa

### Územněsprávní začlenění
Dějiny územněsprávního začleňování zahrnují období od roku 1850 do současnosti. V chronologickém přehledu je uvedena územně administrativní příslušnost obce v roce, kdy ke změně došlo:
- 1850 země česká, kraj Praha, politický okres Jílové, soudní okres Říčany[8]
- 1855 země česká, kraj Praha, soudní okres Říčany[8]
- 1868 země česká, politický okres Český Brod, soudní okres Říčany[8]
- 1898 země česká, politický okres Žižkov, soudní okres Říčany[9]
- 1921 země česká, politický okres Žižkov sídlo Říčany, soudní okres Říčany[10]
- 1925 země česká, politický i soudní okres Říčany[11]
- 1939 země česká, Oberlandrat Praha, politický i soudní okres Říčany[12]
- 1942 země česká, Oberlandrat Praha, politický okres Praha-venkov-jih, soudní okres Říčany[13]
- 1945 země česká, správní i soudní okres Říčany[14]
- 1949 Pražský kraj, okres Říčany[15]
- 1960 Středočeský kraj, okres Praha-východ[16]
- k 1. lednu 1980 Středočeský kraj, okres Praha-východ, obec Svojetice[17]
- k 16. únoru 1990 Středočeský kraj, okres Praha-východ[17]

### Obecní symboly
Znak a vlajka byly obci uděleny rozhodnutím předsedy Poslanecké sněmovny Parlamentu České republiky dne 1. října 2015.

## Doprava
Dopravní síť
- Pozemní komunikace – Obcí prochází silnice III. třídy. Ve vzdálenosti 2 km na silnici II/113 v úseku Český Brod - Mukařov - Chocerady.

- Železnice – Železniční trať ani stanice na území obce nejsou. Nejbližší železniční stanicí jsou Mnichovice či Strančice obě vzdáleny přibližně čtyři kilometry ležící na trati 221 z Prahy do Benešova.

Veřejná doprava 2011
- Autobusová doprava – v obci měla zastávku příměstská autobusová linka Strančice - Mnichovice - Struhařov - Klokočná - Mukařov (v pracovních dnech 12 spojů, o víkendech 5 spojů) (dopravce Veolia Transport Praha, s. r. o.).

## Rodáci
- Lumír Březovský (1898–1914), český voják, nejmladší příslušník roty Nazdar[19]

## Galerie

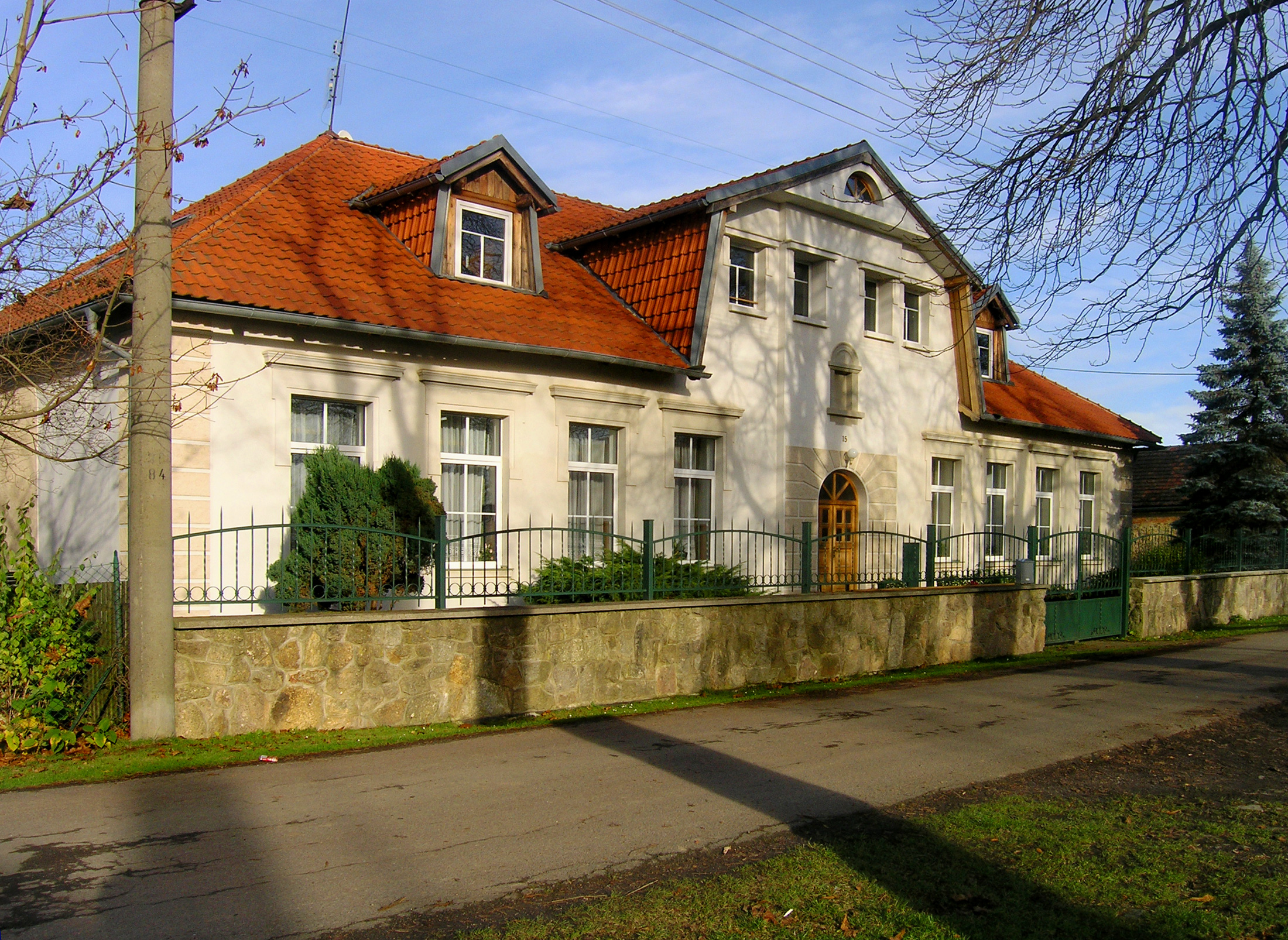
Bývalá škola
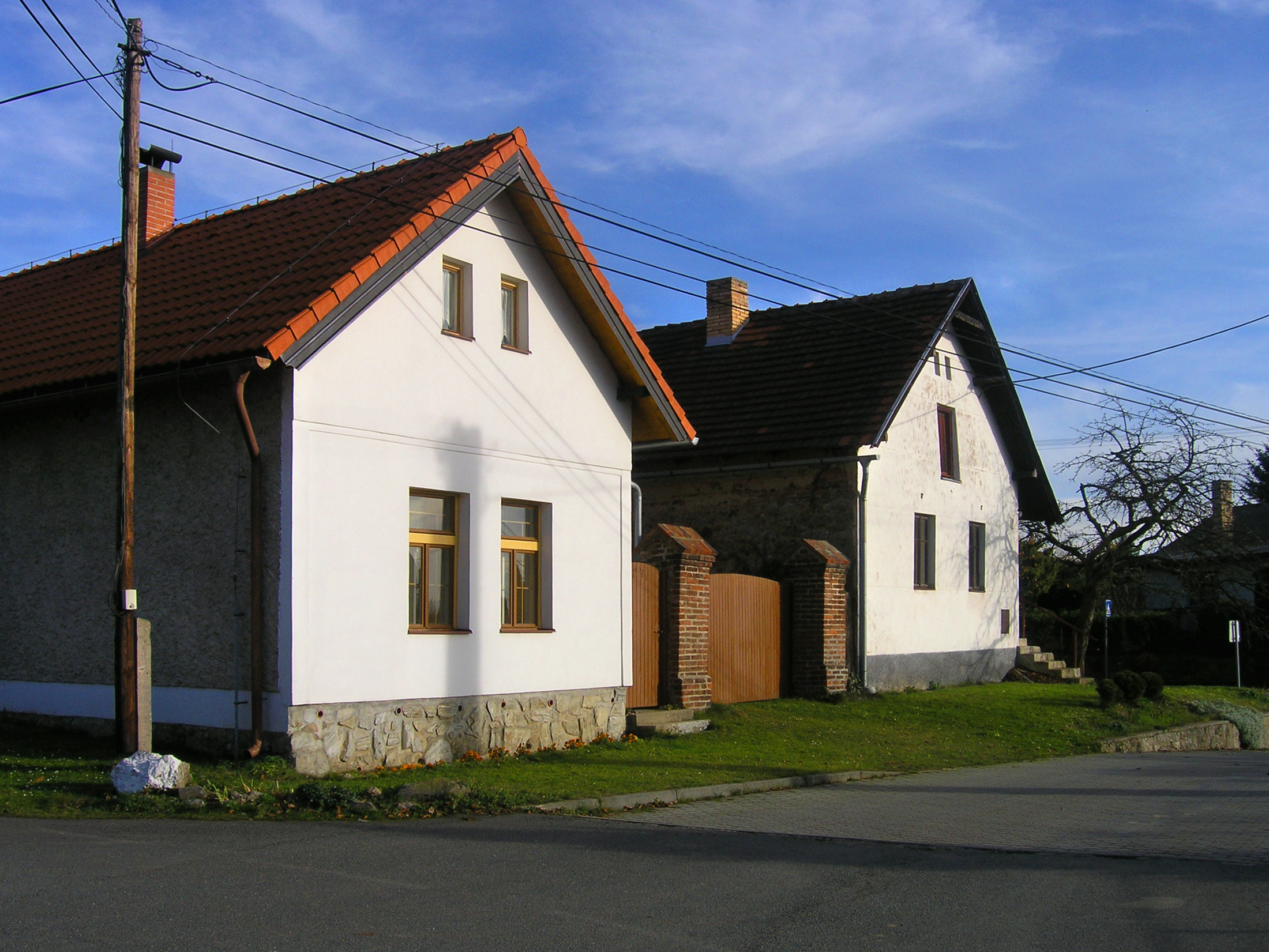
Statek